# Abakan Avia
Abakan Avia är ett ryskt flygbolag med säte i Abakan. De utför fraktflyg inom Ryssland och hjälpflyg åt FN. Bolaget har 76 anställda (mars 2007).

## Historia
Bolaget bildades 1992 från att tidigare ha varit en del av Aeroflot. De började med inrikes fraktflyg 1993 och internationella flygningar 1994. 
1999 köpte Sobol 70% av aktierna.
Bolaget är officiell transportör åt FN.